# Ахмед, Хомам
Хомам Аль-Амин Ахмед (араб. الأمين أحمد همام‎; род. 25 августа 1999, Доха) — катарский футболист, защитник катарского клуба «Аль-Гарафа» и национальной сборной Катара. Участник чемпионата мира 2022 года.

## Клубная карьера
Ахмед родился в катарском городе Доха, где начал заниматься футболом в академии «Аспир». В 2017 году перешёл в бельгийский клуб «Эйпен», за который так ни разу и не сыграл. В 2019 году стал игроком «Аль-Гарафа». 28 сентября 2019 года Ахмед дебютировал за новый клуб в матче чемпионата Катара против «Аль-Сайлия».

## Карьера в сборной
В ноябре 2019 года Ахмед впервые был вызван в основную сборную Катара. 14 ноября 2019 года он дебютировал в составе сборной в товарищеском матче против сборной Сингапура.

## Достижения
«Аль-Гарафа»
- Обладатель Кубка Звёзд Катара (2): 2017/18, 2018/19

Сборная Катара
- Обладатель Кубка Азии: 2023